# Razão de dependência
Razão de dependência (português do Brasil) ou índice de dependência (português-europeu), ou rácio de dependência, de uma população mede a razão entre a população economicamente dependente e a população economicamente ativa.
A  razão  de  dependência  demográfica  pressupõe  que  jovens  e  idosos  de  uma  população são  dependentes  economicamente  dos  demais.  Nesse sentido, é um indicador do contingente que é suportado pela população potencialmente produtiva. 

### Formulação Matemática
Comumente, considera-se  como  dependentes  pessoas  
com até 14 anos e pessoas com 65 anos ou mais. Assim, 
tem-se:
{\displaystyle {\text{RDT}}={\frac {\text{pessoas entre 0 e 14 anos + pessoas com 65 anos ou mais}}{\text{pessoas entre 15 e 64 anos}}}\times 100\%}
A  Razão  de  Dependência  Total  (RDT)  
pode ser decomposta em Razão de Dependência de 
Jovens (RDJ) e Razão de Dependência dos Idosos 
(RDI), sendo:
{\displaystyle {\text{RDJ}}={\frac {\text{pessoas entre 0 e 14 anos}}{\text{pessoas entre 15 e 64 anos}}}\times 100\%}
{\displaystyle {\text{RDI}}={\frac {\text{pessoas com 65 anos ou mais}}{\text{pessoas entre 15 e 64 anos}}}\times 100\%}

### Razão de Dependência no Brasil
A tabela abaixo mostra os valores das razões de dependência no Brasil no período 1980-2060. Os valores a partir de 2020 são projeções feitas pelo IBGE no estudo Projeções da População e não incluem as estimativas do Censo populacional mais recente. Em 1980, a Razão de Dependência Idosa era de 6,92, indicando que havia 6,92 idosos para cada 100 adultos em idade para trabalhar. Em 2060, projeta-se que a RDI do Brasil será de 42,6, indicando que haverá cerca de 42 idosos para cada 100 adultos em idade para trabalhar.
| Ano  | RDI  | RDJ  | RDT  |
| ---- | ---- | ---- | ---- |
| 1980 | 6,92 | 66,1 | 73   |
| 1990 | 7,30 | 58,5 | 65,8 |
| 2000 | 8,70 | 46,6 | 55,3 |
| 2010 | 10,7 | 36,3 | 47,1 |
| 2020 | 14,1 | 30,2 | 44,3 |
| 2030 | 20   | 28,1 | 48,1 |
| 2040 | 26,4 | 25,5 | 52   |
| 2050 | 34,9 | 24,6 | 59,5 |
| 2060 | 42,6 | 24,6 | 67,2 |

Segundo o Relatório de Acompanhamento Fiscal, da Instituição Fiscal Independente, os indicadores apontam para menor participação de jovens na população e maior participação de idosos. A queda no índice de natalidade e aumento da expectativa de sobrevida configura uma mudança demográfica com impactos relevantes sobre a direção das políticas públicas de saúde e previdenciárias.
A Razão de Dependência Total varia entre as grandes regiões do país. As projeções do IBGE indicam que a região Sul terá a maior razão de dependência total em 2060.

Projeção de Razão de Dependência nas grandes regiões do Brasil

| Região       | 2010  | 2015  | 2020  | 2025  | 2030  | 2035  | 2040  | 2045  | 2050  | 2055  | 2060  |
| ------------ | ----- | ----- | ----- | ----- | ----- | ----- | ----- | ----- | ----- | ----- | ----- |
| Norte        | 57.43 | 51.09 | 47.27 | 45.36 | 44.8  | 44.97 | 45.73 | 47.77 | 50.74 | 53.83 | 57.05 |
| Nordeste     | 52.09 | 47.21 | 45.04 | 44.78 | 46.05 | 47.56 | 49.23 | 52.46 | 56.97 | 61.76 | 66.28 |
| Sudeste      | 43.72 | 42.23 | 43.6  | 46.65 | 49.47 | 51.82 | 54.19 | 57.92 | 62.55 | 66.81 | 69.94 |
| Sul          | 43.58 | 42.17 | 44.18 | 48.08 | 51.98 | 54.75 | 56.91 | 59.9  | 64.18 | 68.47 | 72.7  |
| Centro Oeste | 44.66 | 42.25 | 42.37 | 43.89 | 45.68 | 47.41 | 49.48 | 52.69 | 56.38 | 59.61 | 62.08 |